# كاهنداق
كاهنداق هي بلد خيالية في الشرق الأوسط في كون دي سي كوميكس. موقعها في العالم الحقيقي بين مصر وفلسطين. JSA #56 تقع في الجزء الشمالي من شبه جزيرة سيناء.

## التاريخ الخيالي
كما كشفت سلسلة فرقة العدالة، كاهنداق هو وطن الشرير بلاك آدم، الذي خدم كبطل خارق ذو طاقة سحرية في مصر أكثر من 3600 سنة. وفي عام 1600 ق. م. تم حرق كاهنداق من قبل الشريرة آهكتون زوجة بلاك آدم وتم قتل الأطفال خلال هذا الهجوم. فقدان عائلته وأطفاله في نهاية المطاف يدفعه إلى أتخاذ تدابير متطرفة لحماية كاهنداق. وهذا بدوره يدفع الساحر شازام لإزالة قوى آدم ويدفنها معه لعدة قرون.
في الآونة الأخيرة يحكم البلاد ديكتاتور على غرار صدام حسين أسمه عاصم مهند. يخلع عاصم من قبل بلاك آدم ومجموعة من أعضاء سابقين في فرقة العدالة الأمريكية ويتم أعدامه من قبل محطم الذرات. آدم يعلن نفسه الحاكم الجديد لكاهنداق. تتضرر كاهنداق بشكل كبير بعد ذلك بوقت قصير من قبل سبيكتر خلال قصة «يوم الثأر». بعد هذا الهجوم، ينضم بلاك آدم إلى المجتمع السري للأشرار الخارقين التابع لليكس لوثر، حيث يشعر بأن هذا سوف يعمل على حماية كاهنداق.
بعد أحداث الأزمة اللانهائية، يعلن بلاك آدم نفسه كحامي كاهنداق. ويضع العديد من القوانين الوحشية، بما في ذلك عمليات إعدام علنية كل يوم أربعاء. توقع كاهنداق أيضاً على معاهدة حرية الطاقة التي تستبعد المتحولين الغرباء من العمل داخل حدود البلدان الأعضاء. الدول الأخرى الموقعة على المعاهدة تشمل الصين، كوريا الشمالية، وميانمار.
سياسات آدم القاسية تخف بعد أن يلتقي أدريانا توماز امرأة شابة تقدم له من قبل إنترغانغ كرشوة للسماح له باستخدام كاهنداق كقاعدة لأنشطته الإجرامية. يقع كل من آدم وأدريانا في الحب، ويتشارك آدم طاقته معها، محولاً أياها ذات طاقة فوق طاقة البشر «آيسيز». بعد زواج «آدم» و «آيسيز»، يجدوا بأن أدريانا قد فقدت أخاها آمون، ويحوله آدم إلى البطل الخارق أوزوريس. يتعهد الثلاثي بتحويل كاهنداق إلى جنة في الأرض. وبينما تتعرض كاهنداق لهجوم من قبل الفرسان الأربعة، تبنى مصانع رباعية للكائنات المحسنة صناعياً ومقرها دولة بياليا القريبة. يؤكل أوزوريس من قبل الروبوت التمساح سوبك الذي هو في الواقع الفارس المعروف بالمجاعة، في حين تموت «آيسيز» بعد هطول أمطار حامضية على كاهنداق تبعثها الوباء. بآخر أنفاسها تروي «آيسيز» لآدم طريقتها الوحيدة لحماية كاهنداق، وتطلب منه أن ينتقم لها. وبحزن وغضب يهجم آدم على بياليا ويقتل كل فرد فيها تقريباً، ثم يذهب ليهجم على الصين. بعد معركة شرسة ضد جيش من الأبطال الخارقين، يخسر آدم سحره عن طريق تضافر جهود كابتن مارفل وزاتانا. الآن آدم الإنسان يعود إلى كاهنداق للتجول في شوارعها بشكل مجهول.
عاصمة كاهنداق تسمى شيروطا، سميت على أسم الزوجة الأولى لبلاك آدم المتوفاة. يتكون العلم من ثلاثة شرائط أفقية، الأسود والأبيض جنباً إلى جنب مع ثلاثة أهرامات ذهبية يمثلن أعضاء أسرة آدم المتوفين. إحدى اللغات الرسمية، كما رأينا في 52 #14، هي اللغة العربية.

## في وسائل الإعلام الأخرى

### الأفلام
- تظهر كاهنداق أيضاً في فرقة العدالة ضد مراهقو التايتنز.

### التلفزيون
- في فرقة العدالة غير محدود حلقة «التاريخ القديم», يتم ذكر كاهنداق في الفلاش باك.
- في سمولفيل حلقة «آيسيز»، تحاول الإلهة إيزيس (في الجسم لويس) استخدام خنجر تيث-آدم من كاهنداق لإحياء حبيبها أوزيريس.
- في أحذر باتمان حلقة «أسرار»، يتم ذكر كاهنداق من قبل بروس واين كموقع حيث سبق لكاتانا التمركز في الجيش.
- يتم الأشارة إلى كاهنداق السهم. في حلقة «الفرقة الأنتحارية» حيث يحاول الفريق سرقة غاز الأعصاب الذي تم إنشاؤه في كاهنداق.
- في فلاش الحلقة «المارقة», الكابتن الباردة يسرق ماسة أسرة كاهنداق.

### ألعاب الفيديو
- تظهر كاهنداق في كون دي سي على الإنترنت.
- تظهر كاهنداق كخلفية في الظلم 2.

## وصلات خارجية
- كاهنداق في دي سي كوميكس ويكي